# Чигиринське
Чиги́ринське — село в Україні, у Кетрисанівській сільській громаді Кропивницького району Кіровоградської області. Населення становить 45 осіб.

## Населення
Згідно з переписом УРСР 1989 року чисельність наявного населення села становила 47 осіб, з яких 23 чоловіки та 24 жінки.
За переписом населення України 2001 року в селі мешкало 45 осіб.

### Мова
Розподіл населення за рідною мовою за даними перепису 2001 року:
| Мова       | Відсоток |
| ---------- | -------- |
| українська | 95,56 %  |
| молдовська | 4,44 %   |